# Boriszovo (Novo Szelo)
Boriszovo (macedónul: Борисово) település Észak-Macedóniában, a Délkeleti körzetben, a Novo Szelo-i járásban.

## Népesség
| Lakosok száma | 349  | 385  | 343  | 415  | 495  | 483  | 444  | 409  | 230  |
|               | 1948 | 1953 | 1961 | 1971 | 1981 | 1991 | 1994 | 2002 | 2021 |

- 2002-ben 409 lakosa volt, akik közül 408 macedón és 1 szerb.